# Thomas Boleyn
Pour les articles homonymes, voir Boleyn.
Thomas Boleyn (né vers 1477, mort le 12 mars 1539), 1er comte de Wiltshire et d'Ormonde, est un diplomate et homme politique anglais. Il est aussi le père d'Anne Boleyn, la deuxième épouse d'Henri VIII et le grand-père maternel de la reine Élisabeth Ire. Il est né et décédé à la demeure familiale, le château d'Hever dans le Kent.

## Famille
Il est le fils de William Boleyn of Blickling († 1505) et de Margaret Butler (1465-1540). Son grand-père paternel Geoffrey Boleyn († 1471) a servi comme lord-maire de Londres en 1457-1458. Sa grand-mère paternelle Anne Hoo (v. 1425-1484) est la fille de Thomas, 1er baron Hoo et Hastings et Elizabeth Wychingham. Son grand-père maternel est Thomas Butler, 7e comte d'Ormonde (v. 1424-1515). Sa grand-mère maternelle, Anne Hankford est elle-même la petite-fille de John Montagu, 3e comte de Salisbury.
Thomas épouse Lady Elizabeth Howard, fille de Thomas Howard, 2e duc de Norfolk.

## Carrière diplomatique
Grâce aux multiples contacts de sa famille étendue, il devient l'un des diplomates les plus en vue d'Henri VIII. Ses missions les plus connues sont :
- 1512 : un des trois émissaires envoyés aux Pays-Bas.
- 1518-1521 : ambassadeur anglais en France, il est un des auteurs de la rencontre du camp du Drap d'Or entre le roi Henri VIII et le nouveau roi français François Ier en 1520.
- 1521 et 1523 : ambassadeur anglais auprès de Charles Quint, prince de Castille, empereur romain germanique.
- 1527 : un des nombreux diplomates envoyés en France.
- 1529 : ambassadeur anglais lors d'une réunion entre Charles Quint et le pape Clément VII, afin de requérir leur soutien pour l'annulation du mariage d'Henri VIII et Catherine d'Aragon.

Par la suite, il sacrifie des membres de sa propre famille afin de se voir accorder des faveurs de la part du roi. Il reçoit des honneurs lorsqu'il laisse le roi badiner avec sa fille aînée Mary et ensuite lorsque sa deuxième fille, Anne épouse le roi. L'ambition de Boleyn est tellement considérable que certaines rumeurs affirment qu'il aurait laissé sa propre femme être la maîtresse du roi. Les historiens modernes ont cependant réfuté ces rumeurs.
Thomas Boleyn est nommé vicomte de Rochford en 1525, puis comte de Wiltshire dans la pairie d'Angleterre et comte d'Ormonde dans la pairie d'Irlande, le 8 décembre 1529. Tout ceci est probablement dû au fait qu'Anne entretenait une relation privilégiée avec le roi. Son fils étant décédé avant lui, tous ces titres s'éteignirent à sa mort.

## Titres
Sir Thomas est nommé « vicomte Rochford » le 16 juin 1525 par le roi Henri VIII. Le titre vient du nom de leur propriété dans l'Essex. En 1529, Thomas est promu de nouveau lorsque le roi le nomme comte de Wiltshire. La même année, il hérite de la fortune et des titres de ses ancêtres du côté maternel, les comtes d'Ormonde. Après l'obtention de ce titre, le titre de vicomte de Rochford passe à son fils unique George.
En 1542, la veuve de Georges, Jane Parker est exécutée à son tour pour le rôle qu'elle a tenu dans la déchéance de la reine Catherine Howard.
Il a été nommé chevalier de la Jarretière.

## Mariage et descendance
Thomas épousa Lady Elizabeth Howard, fille de Thomas Howard, 2e duc de Norfolk. Ils ont eu au moins cinq enfants :
1. Mary Boleyn (v. 1499-19 juillet 1543)[3] ;
2. Anne Boleyn (v. 1501/1507 – 19 mai 1536), deuxième épouse du roi Henri VIII ;
3. George Boleyn (v. 1504 – 17 mai 1536), vicomte de Rochford ;
4. Thomas Boleyn. Probablement décédé très jeune ;
5. Henry Boleyn. Probablement décédé très jeune ;
6. Elizabeth Boleyn. Probablement décédée très jeune

## Culture populaire
- 1969 : Anne des mille jours où Thomas Boleyn est joué par le comédien Sir Michael Hordern ;
- 2008 : Deux Sœurs pour un roi, adaptation cinématographique du roman à succès (en) The Other Boleyn girl.

- Dans la série télévisée Les Tudors, Thomas Boleyn est interprété par l'acteur Nick Dunning.